# Andreas Oertl
Andreas Oertl († 8. September 1492) war ein bayerischer Benediktiner.
Oertl stammte aus Tölz und legte in Tegernsee seine Gelübde ab. Er kam dann nach Andechs, wo er am 30. Oktober 1475 zum dritten Abt gewählt wurde. Am 25. November 1475 erteilte Bischof Johannes von Augsburg die Konfirmation und feierliche Benediktion.